# Expositurkirche Karrösten

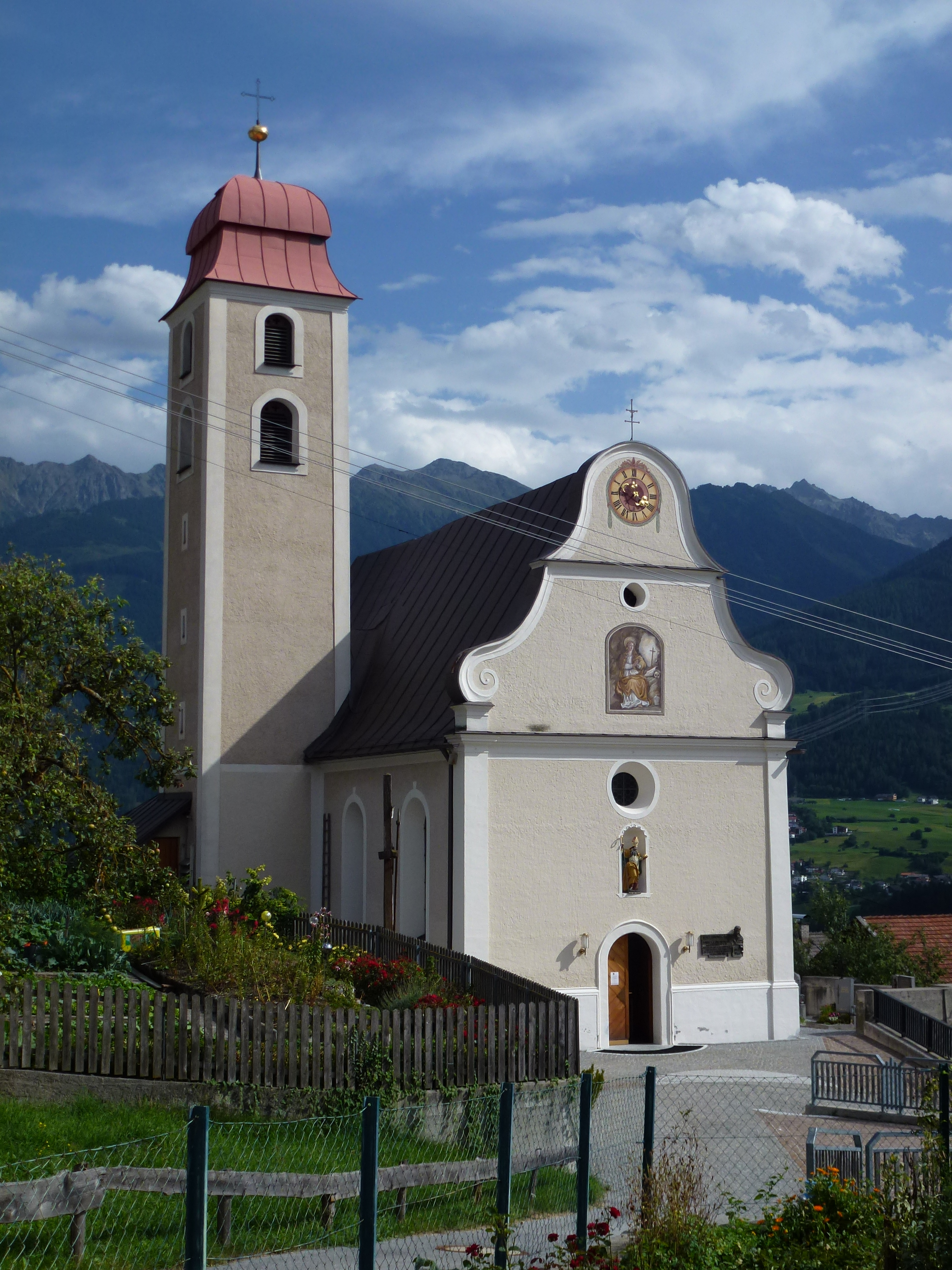
Expositurkirche Hll. Magdalena und Nikolaus in Karrösten

Die römisch-katholische Expositurkirche Karrösten steht am Ostrand  der Gemeinde Karrösten im Bezirk Imst in Tirol. Sie ist den Heiligen Maria Magdalena und Nikolaus geweiht und ist eine pfarrlich unabhängige Expositur im Dekanat Imst in der Diözese Innsbruck. Das Gebäude steht unter Denkmalschutz (Listeneintrag).

## Lagebeschreibung
Die Kirche steht am östlichen Ortsrand von Karrösten und wird von einem Friedhof umgeben.

## Geschichte
Die Kirche wird um 1300 erstmals urkundlich erwähnt. Im Jahr 1409 wird eine Kirche neu geweiht. Der Neubau der heutigen Kirche erfolgte um 1770, der 1778 geweiht wurde.

## Architektur

### Außenbeschreibung
Die Kirche ist ein barocker Bau mit polygonalem eingezogenem Chor. Am Langhaus ist ein Nordturm angebaut, der im Kern gotisch ist. Er weist an jeder Seite zwei übereinanderliegende rundbogige Schallfenster auf. Die Biedermeierhaube stammt aus dem Jahr 1830. Östlich grenzt an den Turm ein Sakristeianbau an. Die Westfassade endet nach oben hin in einem geschwungenen Volutengiebel, der durch Gesimse geteilt wird. Im Volutengiebel ist ein Wandbild der heiligen Maria Magdalena. Die Fassade wird durch Eckpilaster gegliedert. Über dem Rundbogenportal steht eine barocke Figur des heiligen Nikolaus aus dem dritten Viertel des 18. Jahrhunderts in einer Nische. Diese Figur wird Josef Georg Witwer zugeschrieben. Die Seitenfassaden des Langhauses werden von Rundbogenfenstern durchbrochen.

### Innenbeschreibung
Das Langhaus ist dreijochig. Über dem Kirchenschiff ist Tonnengewölbe mit Stichkappen, das auf Pilastern ruht. Die Deckenmalereien wurden um 1777 von Johann Wörle gemalt. Im Chor ist die „Glorie der heiligen Maria Magdalena“ dargestellt, im Langhaus findet man die „Befreiung der drei unschuldigen Ritter durch den heiligen Nikolaus sowie Arme und Kranke vor einem Sarkophag sowie einen Engel mit Bischofsmütze und Stab“. In Medaillons sind halbfigurige Heilige dargestellt. An der Westempore sind die vier Kirchenväter und die Heilige Dreifaltigkeit zu sehen.

## Ausstattung
Der Hauptaltar ist eine weiß gefaste Altarplastik aus dem dritten Viertel des 18. Jahrhunderts. Das Hochaltarbild zeigt den heiligen Nikolaus vor der Madonna. Das Bild wird durch vier Figuren flankiert: den heiligen Petrus und den heiligen Paulus auf der linken Seite, sowie den heiligen Johannes und den heiligen Simon Zelotes auf der rechten Seite. Das Oberbild zeigt den Tod von Maria Magdalena.
Der linke Seitenaltar entstand zwischen 1680 und 1690. Das Altarbild zeigt den heiligen Antonius. In der Predella ist der heilige Josef zu sehen.
Der rechte Seitenaltar wurde Ende des 17. Jahrhunderts aufgebaut. Das Altarbild zeigt den heiligen Josef mit dem Stifterwappen von Johann Prantauer sowie die Jahreszahl 1751. Das Oberbild zeigt das Jesuskind und in der Predella ist die „Taufe Jesu“ dargestellt.
Auf der Kanzel sind geschnitzte Evangelistensymbole zu finden. Am Schalldeckel ist das heilige Lamm und Putten mit den Symbolen der Theologischen Tugenden dargestellt. Die Kanzel wurde um 1779 gebaut. Die bemerkenswerte Konsolfigur aus dem vierten Viertel des 17. Jahrhunderts stellt eine weibliche Heilige und ein Kruzifix mit Wunden dar. Die Wangen des Betgestühls stammen aus der Zeit um 1770.